# 海爾辛蘭及耶斯特里克蘭女公爵瑪德琳公主
玛德琳公主（瑞典語：Prinsessan Madeleine，1982年6月10日—），全名马德琳·泰瑞丝·艾美莉·约瑟芬（瑞典語：Madeleine Thérèse Amelie Josephine），海爾辛蘭及耶斯特里克蘭女公爵，瑞典國王卡尔十六世·古斯塔夫与王后希爾維亞次女，瑞典王位第八順序繼承人。其長姊為瑞典王儲維多利亞王儲，其兄為韋姆蘭公爵卡爾·菲利普王子。2013年，她与投资银行家克里斯托弗·奥尼尔成婚，两人育有三名子女：莱奥诺公主、尼古拉王子与艾德莉安公主。

## 生平與教育
1982年玛德琳公主生於瑞典卓宁霍姆宫，她是卡尔十六世·古斯塔夫和希爾維亞王后的第二名女兒和第三名子女。
她于1982年8月13日在皇宫教堂受洗，其教父为卡尔十六世·古斯塔夫的母系亲属萨克森-科堡-哥达亲王安德烈阿斯与她的舅舅沃尔特·路德维希·索梅尔拉特，其教母为卡尔十六世·古斯塔夫的父系表亲丹麦的本尼迪克特公主与玛德琳公主的姑母克里斯蒂娜公主。马德琳公主拥有“海尔辛兰及耶斯特里克兰女公爵”的荣誉头衔，这是自17世纪早期（当时该头衔仍有实权）以来首次一名瑞典（女）公爵的头衔内包含复数省份。海尔辛兰与耶斯特里克兰皆位于耶夫勒堡省。
1985至1989年，玛德琳公主於斯德哥爾摩Västerled堂區幼稚園開始接受學前教育。1989年秋，她入讀布魯瑪區的Smedslättsskolan就讀小學。初中時，她就讀於在Carlssons skola，後來轉到Enskilda Gymnasiet學習，並在那裏完成中學課程。她在2001年於Enskilda高中畢業。
2001年秋，她赴倫敦學習英語。2002年春，她就讀法律學基本課程和考取歐洲電腦執照。2003年1月，她入讀斯德哥尔摩大学學習藝術史。她於3個學期修讀了60個瑞典學分。2004年秋，她在同一間大學學習民族學。她能說一口流利的瑞典語、英语、德语，和中等的法语。她於2006年1月取得藝術史文學士學位，2007年於斯德哥尔摩大学修讀兒童心理學。

## 日常生活
玛德琳公主熱愛騎馬。多年來，她擁有不少屬於她的馬匹（在王家馬槽中飼養），並以Anna Svensson之名參加過馬術比賽。她喜歡滑雪，也對文化有濃厚興趣，尤其是戲劇、舞蹈和藝術。2001年成年時，在她公爵銜頭海爾辛蘭和耶斯特里克蘭所在的耶夫勒堡省，以她名義設立了鼓勵年青人參與騎馬活動的獎學金，「金騎師」等獎項在2001年由馬德琳公主頒發。

## 公益
玛德琳公主是（「我的大日子」）基金會的創始人。2006年，她在美国纽约為联合国儿童基金会的保護兒童部門工作了6個月。

## 個人生活

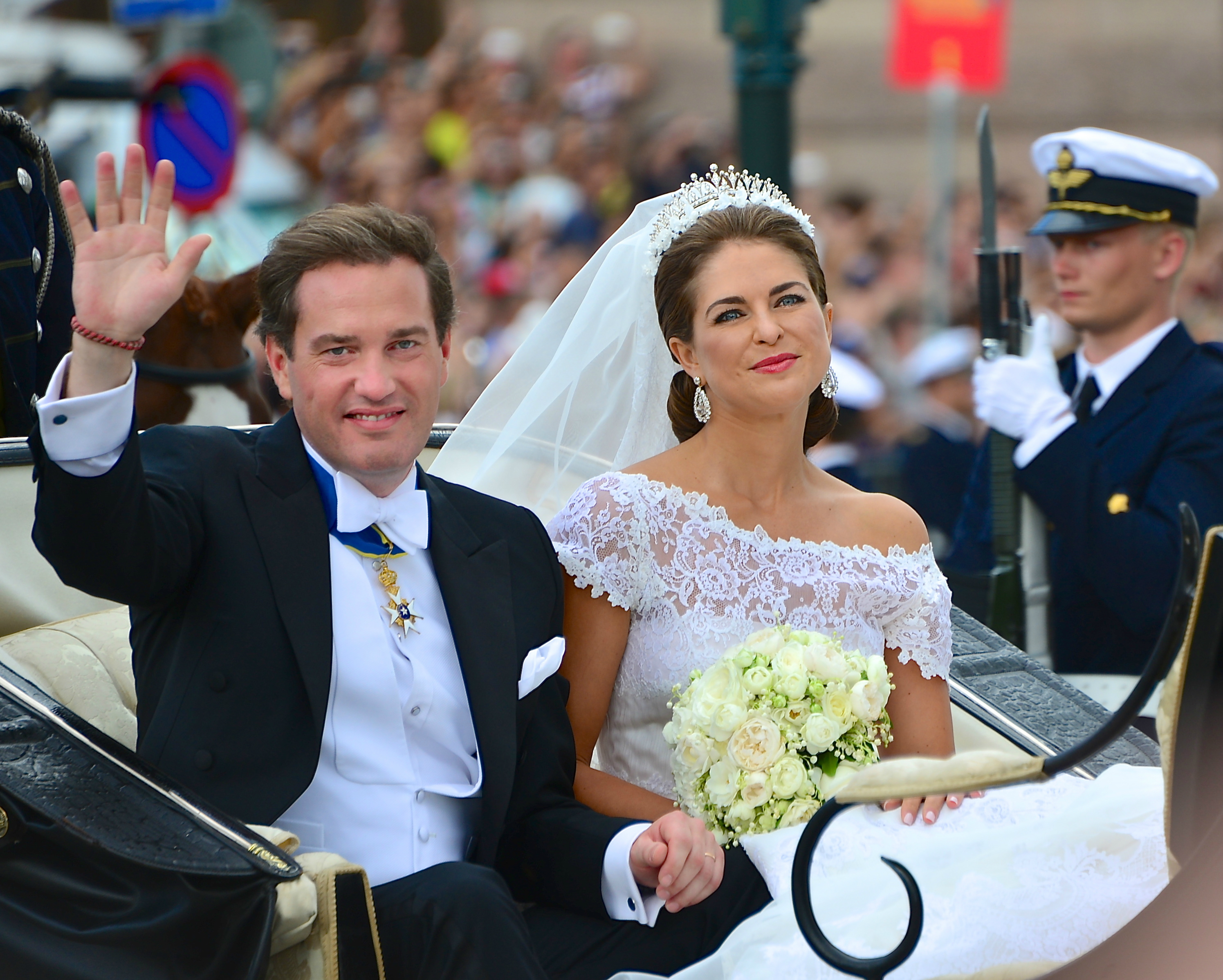
2013年，玛德琳公主與克里斯托弗·奧尼爾成婚

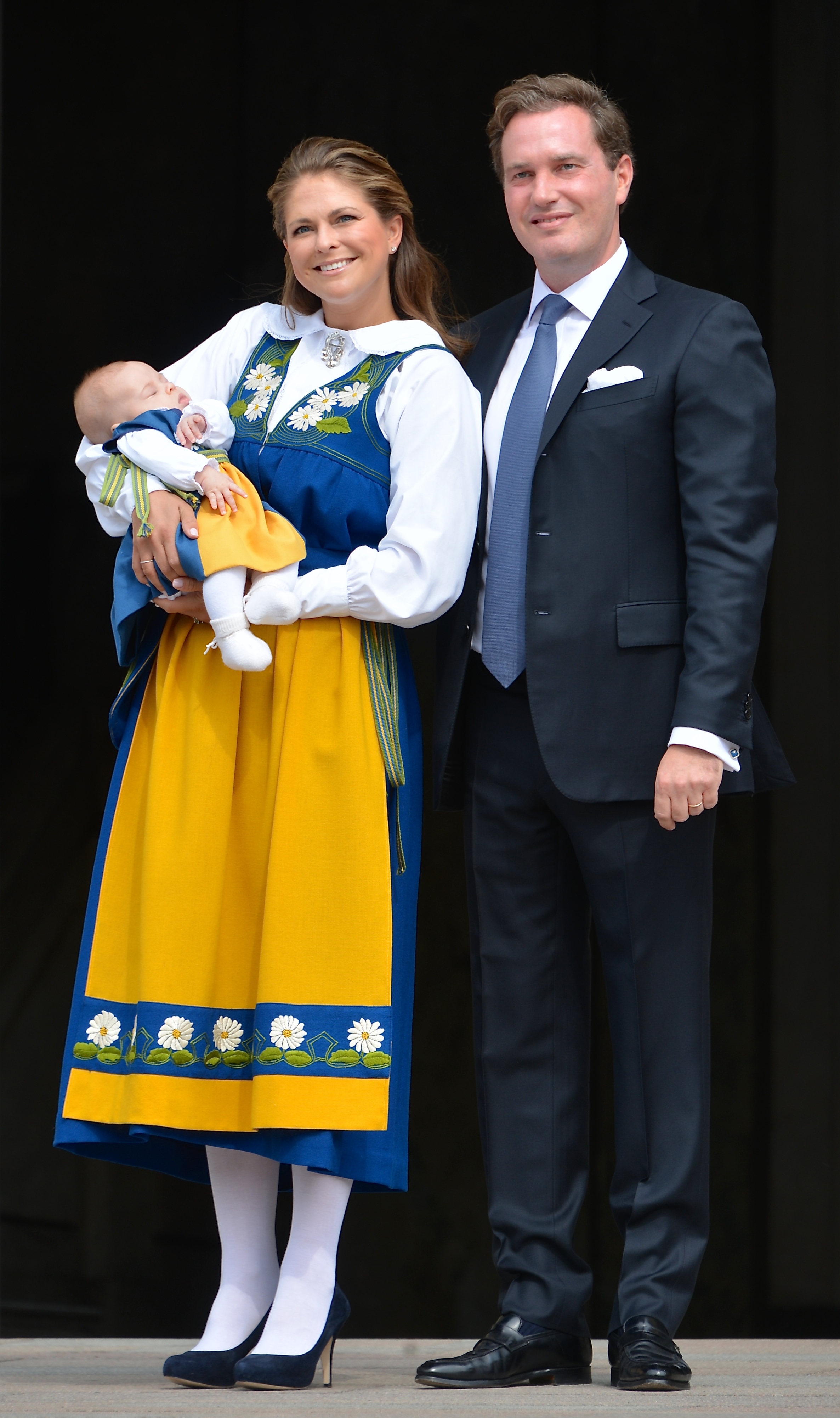
2014年6月6日，玛德琳公主、奧尼爾與萊奧諾公主

2009年8月11日，王宮宣布玛德琳公主與律師男朋友約拿斯·貝里斯特倫（1979年生）訂婚。玛德琳表示他們同年6月初在卡普里島訂婚。同日在厄蘭島索里登宮舉行訂婚晚宴。根據憲法，國王須就是項訂婚取得政府正式同意方生效。同年，王室宣布貝里斯特倫婚後將會獲冊封為海爾辛蘭及耶斯特里克蘭公爵，與玛德琳公主的頭銜相稱。
婚禮原訂於2010年下半年舉行，但因「短期內發生的很多事」而延後，其中包括其姐維多利亞女王儲6月的婚禮。雖然外界對馬德琳公主的關係有所揣測，王后在2010年4月表示他們的關係良好，所有事情均正常。然而，玛德琳公主於2010年4月宣布取消訂婚，婚禮不會舉行。
與貝里斯特倫分手後，馬德琳移居纽约，為其母創辦的世界童年基金會工作。2012年10月25日，王宮宣布玛德琳公主與英美雙重國籍金融界人士克里斯托弗·奧尼爾（1974年生）訂婚。
2012年12月23日，王室宣布婚禮將於2013年6月8日在斯德哥爾摩王宮教堂舉行。多個王室的成員出席婚禮。其夫奧尼爾未有加入瑞典國籍，因此沒有獲冊封任何爵位，也不是王室成員。二人婚後定居紐約。
2013年9月3日，王宮宣布玛德琳公主懷有身孕。2014年2月20日，馬德琳公主於紐約誕下一女：
- 萊奧諾尔·丽丽安·玛丽亚（Leonore Lilian Maria，2014年2月20日-），哥特兰女公爵；[10]

2015年6月15日，玛德琳公主於丹德吕德市丹德呂德医院誕下一子：
- 尼古拉·保羅·古斯塔夫（Nicolas Paul Gustaf，2015年6月15日-），翁厄曼蘭公爵

2018年3月9日，玛德琳公主於丹德吕德市丹德呂德医院誕下一女：
- 艾德莉安·约瑟芬·雅丽丝（Adrienne Josephine Alice，2018年3月9日-），布莱金厄女公爵

## 头衔、纹章、荣誉

### 头衔
- 1982年至今：瑞典的玛德琳公主殿下，海尔辛兰及耶斯特里克兰女公爵（瑞典語：Hennes Kunglig Höghet Madeleine, Prinsessa av Sverige, Hertiginna av Hälsingland och Gästrikland）

Prinsessan Madeleine vapen.svg

## 外部連結
- 王宮─馬德琳公主 （页面存档备份，存于）

| 馬德琳公主，海爾辛蘭及耶斯特里克蘭女公爵贝尔纳多特王朝出生于：1982年6月10日 | 馬德琳公主，海爾辛蘭及耶斯特里克蘭女公爵贝尔纳多特王朝出生于：1982年6月10日 | 馬德琳公主，海爾辛蘭及耶斯特里克蘭女公爵贝尔纳多特王朝出生于：1982年6月10日 |
| 瑞典王室                                                                    | 瑞典王室                                                                    | 瑞典王室                                                                    |
| --------------------------------------------------------------------------- | --------------------------------------------------------------------------- | --------------------------------------------------------------------------- |
| 前任者： 朱利安王子，哈蘭公爵                                               | 瑞典王位繼承順序 第8位                                                      | 繼任者： 萊奧諾公主， 哥德蘭女公爵                                          |